# Obwodnica Elbląga
Obwodnica Elbląga – droga ekspresowa omijająca Elbląg od południa. Stanowi fragment drogi ekspresowej S7 w ciągu tras europejskich E28 i E77 od miejscowości Kazimierzowo do Nowiny. Obwodnicą biegnie także DK22.
W przeszłości odcinek między węzłem Elbląg-Wschód a węzłem Elbląg-Południe (d. Elbląg-Zachód) był częścią niemieckiej autostrady (Reichsautobahn), wybudowanej w 1937 (tzw. berlinki).
W 2004 roku rozpoczęto prace modernizacyjne mające podnieść drogę do klasy S. W ramach I etapu wybudowano bezkolizyjny węzeł Elbląg-Wschód na skrzyżowaniu dróg krajowych nr 7 i 22. W 2006 roku w ramach projektu „Przebudowa drogi krajowej nr 7 na odcinku Jazowa-Elbląg” realizowanego przez Generalną Dyrekcję Dróg Krajowych i Autostrad przy wsparciu ze środków Sektorowego Programu Operacyjnego Transport (SPO-T) rozpoczęto przebudowę pozostałej części trasy.
W ramach przebudowy na całej długości obwodnicy została dobudowana druga jezdnia, a na odcinku 3,7 km między węzłem Elbląg Południe i Elbląg Wschód droga uzyskała status drogi ekspresowej. Wykonawca zakończył prace budowlane 31 lipca 2007, zakończenie przebudowy zostało ogłoszone 14 listopada 2007.
W następnym etapie pozostała część obwodnicy została podniesiona do klasy S przez budowę bezkolizyjnego węzła Elbląg Zachód i likwidację kolizyjnego skrzyżowania na wysokości ul. Żuławskiej. Inwestycja została zrealizowana w ramach Programu Operacyjnego Infrastruktura i Środowisko na lata 2014–2020.
Władze Elbląga dążą do budowy na obwodnicy dodatkowego węzła w rejonie ulicy Skrzydlatej, co związane jest z planowanymi inwestycjami w najbliższym otoczeniu drogi (budowa centrum handlowego oraz rozbudowa lotniska Elbląg). Węzeł posiada już odstępstwo Wojewody Warmińsko-Mazurskiego od przepisów technicznych w zakresie zmniejszenia odległości pomiędzy dwoma istniejącymi węzłami w ciągu drogi S-7. Generalny Dyrektor Ochrony Środowiska decyzją z dnia 2 marca 2021 r. odmówił zgody na realizację węzła „Lotnisko”, w efekcie czego nie zostanie on wybudowany.